# 石油街道 (盘锦市)
石油街道，是中华人民共和国辽宁省盘锦市双台子区下辖的一个乡镇级行政单位。

## 行政区划
石油街道下辖以下地区：
石油社区。